# Politekhnika-Halychyna Lviv
El Politekhnika-Halychyna es un equipo de baloncesto ucraniano con sede en la ciudad de Lviv, que compite en la Superliga de Baloncesto de Ucrania, la primera división del baloncesto ucraniano. Disputa sus partidos en el Palace os Sports Politekhnika.

## Posiciones en liga
- 1998 (5-2)
- 1999 (1-2)
- 2000 (9-1)
- 2001 (9)
- 2002 (8)
- 2003 (11)
- 2004 (10)
- 2005 (13)
- 2006 (13)
- 2007 (12)
- 2008 (4-Superleague)
- 2009 (5-UBL)
- 2010 (11-Superleague)
- 2011 (11)
- 2012 (14)
- 2013 (5)

### Plantilla 2013-2014
| N.º | Nombre               | Nacionalidad              | Puesto    |
| --- | -------------------- | ------------------------- | --------- |
| 4   | Denys Tiutiunnyk     | Bandera de Ucrania        | Base      |
| 5   | Sergei Alferov       | Bandera de Ucrania        | Base      |
| 8   | Leonid Stefanishin   | Bandera de Ucrania        | Alero     |
| 25  | Anton Davydiuk       | Bandera de Ucrania        | Ala-Pívot |
| 31  | Vladan Vukosavljevic | Bandera de Serbia         | Pívot     |
| --  | Yaroslav Lemyk       | Bandera de Ucrania        | Pívot     |
| --  | Kyndall Dykes        | Bandera de Estados Unidos | Escolta   |
| --  | Maxym Ivshyn         | Bandera de Ucrania        | Ala-Pívot |
| --  | Oleksandr Kolchenko  | Bandera de Ucrania        | Alero     |
| --  | Nikola Polyulyak     | Bandera de Ucrania        | Escolta   |

## Palmarés
- Semifinales Copa de Ucrania (2008), (2013)
- Semifinales UBL (2009)
- Semifinales Superliga de Baloncesto de Ucrania (2008), (2013)